# エリーザベト・フォン・ザクセン (1552-1590)
エリーザベト・フォン・ザクセン（ドイツ語：Elisabeth von Sachsen, 1552年10月18日 - 1590年4月2日）は、プファルツ＝ジンメルン公ヨハン・カジミールの妃。

## 生涯
エリーザベトはザクセン選帝侯アウグストと、デンマーク王クリスチャン3世の娘アンナの間の娘である。
1570年6月4日にハイデルベルクにおいてヨハン・カジミールと結婚した。父アウグストはカルヴァン派のヨハン・カジミールと政治的方針が異なり、フランスと良好な関係であった。アウグストはこの結婚によりヨハン・カジミールがルター派につくことを過剰に期待したが、期待通りにならなかった。帝国のカトリック教会は、この結婚はハプスブルク家に対する挑発であり、プロテスタント勢力の統一をもくろむものであると見なした。
ヨハン・カジミールはルター派のエリーザベトとの宗教的対立を解消しようとしたが、最終的に1585年10月、エリーザベトは姦通および夫の暗殺を企てたとして捕らえられた。弟クリスティアン1世ですらエリーザベトの罪状を信じていた。エリーザベトは捕らわれている間にカルヴァン派に改宗し、その後しばらくして死去した。

## 子女
- 男子（1573年）
- マリー（1576年 - 1577年）
- エリーザベト（1578年 - 1580年）
- ドロテア（1581年 - 1631年） - 1595年、アンハルト＝デッサウ侯ヨハン・ゲオルク1世と結婚
- 女子（1584年）
- 女子（1585年）